# Epicypta basiramifera
Epicypta basiramifera är en tvåvingeart som beskrevs av Wu, He och Yang 1998. Epicypta basiramifera ingår i släktet Epicypta och familjen svampmyggor.
Artens utbredningsområde är Zhejiang (Kina). Inga underarter finns listade i Catalogue of Life.